# Dimos Fyli
Dimos Fyli (Fyli) är en kommun i Grekland.   Den ligger i prefekturen Nomarchía Dytikís Attikís och regionen Attika, i den sydöstra delen av landet, 17 km norr om huvudstaden Aten. Antalet invånare är 45 965.